# مؤسسة دبي هارفارد
مؤسسة دبي هارفارد للأبحاث الطبية هي مؤسسة لدعم الأبحاث الطبية بمدينة دبي بدولة الإمارات العربية المتحدة، تشرف عليها كلًا من كلية هارفارد الطبية ومدينة دبي الطبية التابعة لمجمع محمد بن راشد آل مكتوم الأكاديمي الطبي يكتسب أهمية خاصة كمجمع شامل من خلال تكامل مؤسساته المتنوعة التي تتضمن المستشفى الجامعي- (مستشفى تعليمي يضم 400 سرير)، وكلية هارفارد الطبية مركز دبي – معهد الدراسات العليا والأبحاث، ومكتبة آل مكتوم هارفارد الطبية، ومؤسسة دبي هارفارد للأبحاث الطبية، ومعهد جامعة بوسطن لابحاث وتعليم طب الأسنان. ويهدف المجمع إلى الارتقاء بالمستويات الصحية للمقيمين في دبي والمنطقة، والقيام بدور المحفز لعمليات تطوير قطاع الرعاية الصحية عموماً.

## روابط خارجية
الموقع الرسمي للمؤسسة